# Paula Strautmane
Paula Strautmane (Riga, 23 marzo 1997) è una cestista lettone.

## Carriera
Con la Lettonia ha disputato due edizioni dei Campionati europei (2017, 2019).